# Ань Сюань
Ань Сюань (кит. 安玄, пиньинь Ānxuán) — парфянский купец, которому приписывают вместе с Ань Шигао (кит. 安世高, пиньинь Ānshìgāo) и Янь Фоте (кит. 嚴佛調, пиньинь Yán Fúdiào) работу по переводу ранних буддийских текстов в Лояне в позднеханьском Китае.

## Жизнь
Ань Сюань был торговцем из Парфии. Он отправился в Китай при императоре Лин-ди в 181 году, выучил китайский язык и был назначен там командовать конницей императора, получив звание югун хаоци дувэй («командир гвардейской кавалерии»).
Принял буддизм и стал учеником Ань Шигао. Вместе с первым китайским буддийским священником Янь Фоте Ань Сюань работал над переводом ранних буддийских текстов. Они работали следующим образом: Ань Сюань устно переводил буддийские тексты с санскрита на китайский, а его коллега их записывал. Большая часть переводов сделана с текстов Махаяны («Великая колесница» или Мехра), в частности, ими была переведена сутра «Уградаттапариприччха».
В книге «Центральная Азия от Ахеменидов до Тимуридов: археология, история, этнология, культура» есть предположение, что Ань Сюань происходил не из самой Парфии, а из индо-парфянских владений на северо- западе Индийского субконтинента, и вполне вероятно, что ещё до переезда в Китай он занимал на своей родине высокий военный пост «начальника конницы».

## Русскоязычные источники
- Вестник Бурятского государственного университета. Биология. География [Текст] : журнал / учредитель: ФГБОУ ВО «Бурятский государственный университет». — Улан-Удэ : Изд-во БГУ, 1998—2006, 2016-. 2019, № 2. — 2019. — 99, [2] с. : цв. ил., табл. Стр. 27.
- Учение Абхидхармы в духовном и социокультурном пространстве Китая : диссертация … доктора философских наук : 09.00.14 / Хабдаева Аюна Константиновна; [Место защиты: Забайк. гос. ун-т]. — Улан-Удэ, 2014. — 374 с. Стр. 330.
- Становление популярного вероучения буддизма в Китае : диссертация … кандидата исторических наук : 07.00.03 / Бадмаева Дарима Бато-Цыреновна; [Место защиты: Ин-т монголоведения, буддологии и тибетологии СО РАН]. — Улан-Удэ, 2008. — 135 с. Стр. 71.
- Центральная Азия от Ахеменидов до Тимуридов: археология, история, этнология, культура. Материалы международной научной конференции, посвященной 100-летию со дня рождения Александра Марковича Беленицкого (СанктПетербург, 2—5 ноября 2004 года). — СПб.: Институт истории материальной культуры РАН, 2005. — 406 с., ил. ISBN 5-2010-1233-7